# Mesoplocia
Mesoplocia is een geslacht van haften (Ephemeroptera) uit de familie Euthyplociidae.

## Soorten
Het geslacht Mesoplocia omvat de volgende soorten:
- Mesoplocia inaccessibile
- Mesoplocia intermedia